# 慕容曦皓
慕容 曦皓（ぼよう ぎこう、708年 - 762年）は、唐の軍人。吐谷渾の出身。従来は両唐書の記述から慕容宣超の後を嗣いだと考えられてきたが、墓誌の記述から実際には長兄の慕容曦光が嗣いだとみられている。

## 生涯
青海国王慕容宣超と姑臧県主のあいだの次男として生まれた。若くして唐に入朝し、千牛備身となり、尚舎直長に任じられた。押蕃渾使をつとめ、尚衣奉御に抜擢された。太原に赴任して戦功を挙げた。左武衛大将軍・大同軍使をつとめた。762年9月12日、慕容曦皓は死去した。享年は55。

## 子女
- 慕容崇
- 慕容信
- 慕容崗
- 慕容述
- 慕容近
- 慕容迥
- 慕容遨
- 慕容遂

## 参考資料
- 唐故慕容府君墓誌銘（慕容曦皓墓誌）